# Johann Nepomuk Preyer
Johann Nepomuk Preyer (n. 28 octombrie 1805, Lugoj – d. 12 octombrie 1888, Kirchberg) a fost un scriitor, autor al primei monografii a Timișoarei și primar al orașului între anii 1844 - 1858. Este considerat întemeietorul orașului modern Timișoara.

## Date biografice
Johann Nepomuk Preyer a fost primul dintre cei șapte copii ai lui Georg Preyer (1761 - 1816) și ai Josephei von Leyritz. Tatăl său provenea dintr-o familie ale cărei începuturi au fost la Köln. În anul 1789 a fost numit funcționar administrativ la Lugoj. În același an s-a căsătorit cu Theresia Höllin din Viena, cu care a avut cinci copii, însă care au murit toți, inclusiv soția sa, ca urmare a unei molime. A doua soție, Josepha von Leyritz, era fiica unui ofițer din Vârșeț.
A urmat școala primară la Lugoj, dar în anul 1818 familia Preyer a părăsit Lugojul. Se știe că Johann a fost, puțin timp, elev al Gimnaziului piariștilor din Timișoara, după care a urmat cursurile Liceului Filosofic din Seghedin, iar în anul 1824 va absolvi Facultatea de Drept la Bratislava. În anul 1828 își va lua diploma de avocat la Pesta.
În 1830 se căsătorește cu Josepha Noseda, fiica unui farmacist din Timișoara, cu care va avea cinci copii, însă doar fiica cea mare, Isabella, va supraviețui. Își pierde soția în anul 1850 și se va recăsători în 1852 cu fiica comandantului fortăreței Timișoara, Hermine Fischer von See, cu care însă nu va avea copii.
În 1826 a fost angajat la Cancelaria comitatului și în paralel a profesat și ca avocat. A făcut o carieră rapidă, a ajuns membru al senatului și în 1844 a fost numit primar al orașului liber crăiesc Timișoara. În această calitate a inițiat o serie de proiecte. În 1845 s-a înființat prima asociație muzicală, iar în 1846 Școala de Muzică și Academia de Drept. A luat măsuri care au dus la dezvoltarea industriei și comerțului, în 1846 înființându-se Fabrica de tutun și prima casă de economii din Banat. A introdus iluminarea străzilor cu gaz lampant. După 1849 a reușit în scurt timp să înlăture urmările asediului Timișoarei.
În 1858 cade în dizgrație este înlăturat din funcție. Se retrage la Gmunden, în Austria, unde se ocupă de literatură. Revine în Timișoara în anul 1861 și este numit judecător de tribunal la Curtea de Justiție Imperială și vicepreședinte de tribunal. Deziluzionat de sistemul birocratic, se retrage definitiv în 1876 la Kirchenberg (Austria), unde va muri la vârsta de 83 de ani.

## Opera
Cele mai importante opere sunt:
- Monographie der königlichen Freistadt Temesvár (în română Monografia orașului liber crăiesc Timișoara), Timișoara, 1853
- Canova. Dramatisches Gedicht in fünf Akten (în română Canova. Poem dramatic în cinci acte), Leipzig, 1853
- Die Sulioten. Trauerspiel in fünf Akten (în română Sulioții. Tragedie în cinci acte), Leipzig, 1854
- Ver Sacrum. Gedichte (în română Ver sacrum. Poezii), Gmunden, 1958
- Hannibal. Trauerspiel in fünf Aufzügen (în română Hannibal. Tragedie în cinci acte), Viena, 1882
- Hunyadi László. Trauerspiel in fünf Aufzügen (în română Hunyadi László. Tragedie în cinci acte), Viena, 1882

În afară de acestea a mai scris poezii, povestiri, un foileton, analize și diverse articole, apărute în diverse lucrări și publicații.